# Tristan Galeová
Tristan Galeová (narozena 10. srpna 1980 v Ruidoso v Novém Mexiku) je bývalá americká skeletonistka. Vyhrála olympijský závod na hrách v Salt Lake City roku 2002, a stala se tak historicky první ženskou olympijskou vítězkou ve skeletonu. Úspěchu dosáhla ve městě, kde dlouhodobě žije. Jejím nejlepším výsledkem na mistrovství světa bylo třetí místo z roku 2003, ze šampionátu v Naganu. Jejím nejvyšším celkovým umístěním ve Světovém poháru bylo třetí místo v sezóně 2002–03.